# Laurenty (Niekrasow)
Laurenty, imię świeckie Michaił Iwanowicz Niekrasow (ur. 20 października?/1 listopada 1836 w Połbinie, zm. 13 marca?/26 marca 1908 w Moskwie) – rosyjski biskup prawosławny.

## Życiorys
Był synem kapłana prawosławnego ze wsi Połbino w guberni orłowskiej. Ukończył seminarium duchowne w Orle, a następnie Kijowską Akademię Duchowną, gdzie w 1861 obronił dysertację magisterską. W tym samym roku został wykładowcą w seminarium w Woroneżu, gdzie uczył m.in. teologii moralnej i języka francuskiego oraz prowadził bibliotekę. 10 maja 1864 został wyświęcony na kapłana jako mężczyzna żonaty. Służył w cerkwiach Obrazu Chrystusa Zbawiciela Nie Ludzką Ręką Uczynionego, a następnie św. Paraskiewy w Woroneżu. Następnie powierzono mu również obowiązki katechety w woroneskim korpusie kadetów, gdzie służył przez trzydzieści lat. 
Po śmierci żony, przekonany przez metropolitę moskiewskiego Sergiusza, 27 czerwca 1894 złożył wieczyste śluby mnisze, przyjmując imię zakonne Laurenty. Otrzymał godność archimandryty i stanął na czele wspólnoty moskiewskiego misyjnego monasteru Opieki Matki Bożej, równocześnie powierzono mu obowiązki dziekana monasterów w Moskwie. W 1895 został rektorem Moskiewskiej Akademii Duchownej. Według metropolity Manuela (Lemieszewskiego) cieszył się ogromnym szacunkiem i sympatią studentów.
22 marca 1898 został wyświęcony na biskupa kurskiego i biełgorodzkiego. Po sześciu latach został przeniesiony na katedrę tulską. Cztery lata później został przeniesiony w stan spoczynku, według metropolity Manuela (Lemieszewskiego) po konflikcie z rektorem miejscowego seminarium duchownego, którym był wówczas archimandryta Aleksy (Simanski), przyszły patriarcha moskiewski i całej Rusi. Mianowano go archimandrytą zapuszczonego monasteru w Bielowie, następnie Święty Synod powierzył mu kierowanie Monasterem Wysoko-Pietrowskim w Moskwie, jednak krótko po przyjeździe do Moskwy zapadł na zapalenie płuc i zmarł. Został pochowany na cmentarzu mnichów na terenie monasteru Opieki Matki Bożej w Moskwie. 
Autor tekstów teologicznych poświęconych znaczeniu Wielkiego Postu i Wielkiego Tygodnia, zbiorów kazań, żywota św. Mitrofana z Woroneża, a także dwuczęściowego Dziennika kapłana, wydanego w 1906.